# Пеликан (фильм)
«Пеликан» (фр. Nicostratos le pelican) — французский комедийный фильм 2011 года режиссёра Оливье Орле с Эмиром Кустурицей в главной роли. Дата выхода в прокат — 21 июля. Слоган фильма: «Удивительная история дружбы».

## Сюжет
После смерти жены греческий вдовец замкнулся в себе и не желает общаться с сыном Яннисом. Для него всё вокруг потеряло смысл. От жены остался только золотой крест, который стал носить его сын. Однажды, продавая ракию, мальчик забрёл на лодку, где услышал тихий писк. Это оказался неизвестный ему маленький птенец. Парень обменял его у владельца корабля на свой крестик. Вскоре он узнал, что это пеликан. Птица быстро росла, и вскоре о ней узнал отец. Узнав, на что променял сын птицу, он совсем перестал разговаривать с сыном.
Семье нужны были деньги, и отец отправился на сбор винограда, чтобы подзаработать. В это время Никостратос (так назвали пеликана) научился летать и был замечен прохожими. На остров потянулись туристы, и стали фотографироваться с пеликаном за деньги. В это же время у Янниса стали развиваться отношения с племянницей хозяина кафе Ангелики.
При очередном приезде туристов, автобус сбивает Никостратоса, он обречён на смерть. Отец Янниса увозит пеликана в море, чтобы там он спокойно умер. Яннис тяжело переживает смерть своего лучшего друга. Вскоре туристические фирмы вычеркнули остров из своих предложений, и многочисленные туристы закончились.
Прошло около двух месяцев. Когда Яннис и Ангелики были в кафе, Яннис узнал, что его отец перестал там выпивать и совсем не заходит. Яннис решил узнать, где пропадает его отец. Он обыскал его лодку и обнаружил там лекарства и белое перо. Яннис проследил за отцом и увидел, что птица жива, и отец учит Никостратоса летать.

## В ролях
- Эмир Кустурица — Демосфен, отец Янниса
- Тибо Ле Геллек — Яннис
- Франсуа-Ксавье Демезон — Аристотель, хозяин кафе
- Джейд-Роуз Паркер — Ангелики, племянница Аристотеля
- Геннадий Пачис — отец Козьма, настоятель монастыря